# Ecnomus promat
Ecnomus promat is een schietmot uit de familie Ecnomidae. De soort komt voor in het Oriëntaals gebied.